# William Augustus Hall
William Augustus Hall, född 15 oktober 1815 i Portland, Massachusetts (i nuvarande Maine), död 12 december 1888 i Randolph County, Missouri, var en amerikansk demokratisk politiker. Han var ledamot av USA:s representanthus 1862–1865. Han var bror till Willard Preble Hall och far till Uriel Sebree Hall.
Hall studerade vid Yale College. Efter juridikstudier inledde han sedan år 1841 sin karriär som advokat i Missouri. Mellan 1847 och 1861 tjänstgjorde han som domare och deltog som kapten i mexikansk–amerikanska kriget. År 1862 fyllnadsvaldes han till kongressen.
År 1865 lämnade Hall representanthuset och efterträddes av John F. Benjamin. År 1888 avled han och gravsattes på familjekyrkogården i Randolph County i Missouri.